# Бригвоенюрист
Бригвоенюри́ст — специальное воинское звание высшего начальствующего (военно-юридического) состава РККА. Сокращение от «бригадный военный юрист». Ниже диввоенюриста, выше военного юриста 1-го ранга.

## История
Введено Постановлением ЦИК СССР и СНК СССР от 22.09.1935 «О введении персональных военных званий начальствующего состава РККА», взамен всех прежних званий военно-юридического состава служебной категории К-10. В органах и войсках НКВД это звание было установлено приказом от 23 октября 1935 года № 331. Данное звание носили не только юристы в войсках и профессорско-преподавательский состав высших учебных заведений, но и сотрудники военной прокуратуры, а также судьи, прокуроры территориальных и линейных прокуратур.
Звание присваивалось постановлениями ЦИК СССР и СНК СССР. После разоблачения «ежовщины» в военюристов были переаттестованы некоторые из политработников РККА, «брошенные на укрепление социалистической законности».
В марте 1940 года по проекту К. Е. Ворошилова предполагалось ввести вместо него звание юрист-генерал-майор.
| Род войск                                       | Соответствующее звание/должность |
| В командном составе                             | В командном составе |
| ----------------------------------------------- | --- |
| в сухопутных и военно-воздушных силах РККА      | комбриг |
| Народный комиссариат внутренних дел СССР        | майор государственной безопасности, введённое постановлением ЦИК и СНК СССР от 7 октября 1935 года (военнослужащие пограничных и внутренних войск НКВД имели воинские звания, принятые в РККА) |
| Военно-Морской Флот СССР                        | капитан 1-го ранга |
| ВВС ВМФ и береговая служба                      | комбриг |
| В начальствующем составе                        | |
| в военно-политическом составе всех родов войск  | бригадный комиссар |
| в военно-техническом составе всех родов войск   | бригинженер |
| в военно-техническом составе ВМФ                | инженер-флагман 3-го ранга |
| в военно-хозяйственном составе всех родов войск | бригинтендант |
| в военно-медицинском составе всех родов войск   | бригврач |
| в военно-ветеринарном составе всех родов войск  | бригветврач |

Звание было отменено постановлением ГКО СССР от 4 февраля 1943 года № 2822 «О введении персональных воинских званий инженерно-техническому, юридическому и административному составу Красной Армии», когда личный состав военно-юридической службы получил новые общевойсковые воинские звания с добавлением слова «юстиции» после наименования звания; лица, состоявшие к этому времени в звании «бригвоенюрист», получили в порядке переаттестации звания полковника юстиции либо генерал-майора юстиции. При этом на момент введения погон в январе 1943 года это звание ещё сохранялось, и бригвоенюристы получили в качестве знаков различия узкие погоны, аналогичные погонам полковников специальных служб (медицинской, ветеринарной). Только приказом НКО от 6 февраля 1943 года № 55 было объявлено войскам постановление ГКО от 4 февраля 1943 года № 2822, упразднявшее это звание и вводившее вместо него звание полковника юстиции (на флоте оно было введено несколько позже постановлением ГКО от 14 февраля 1943 года № 2890).

## Знаки различия

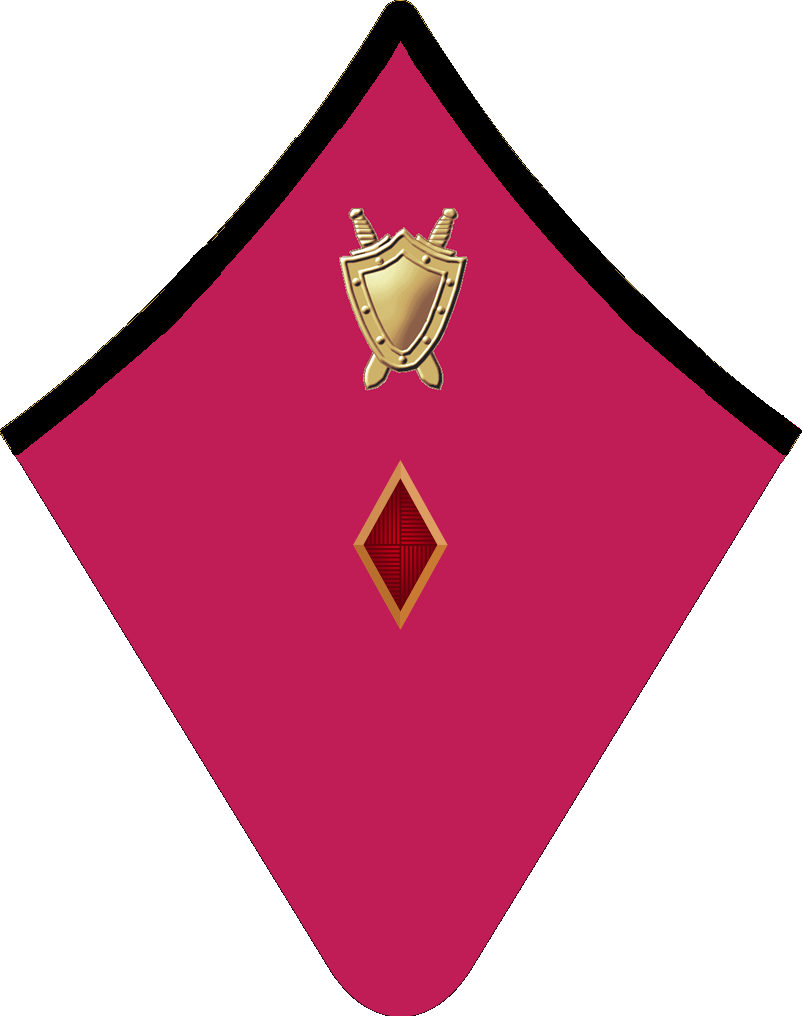
Петлица бригвоенюриста для шинели

Знаки различия: один красный «ромб».

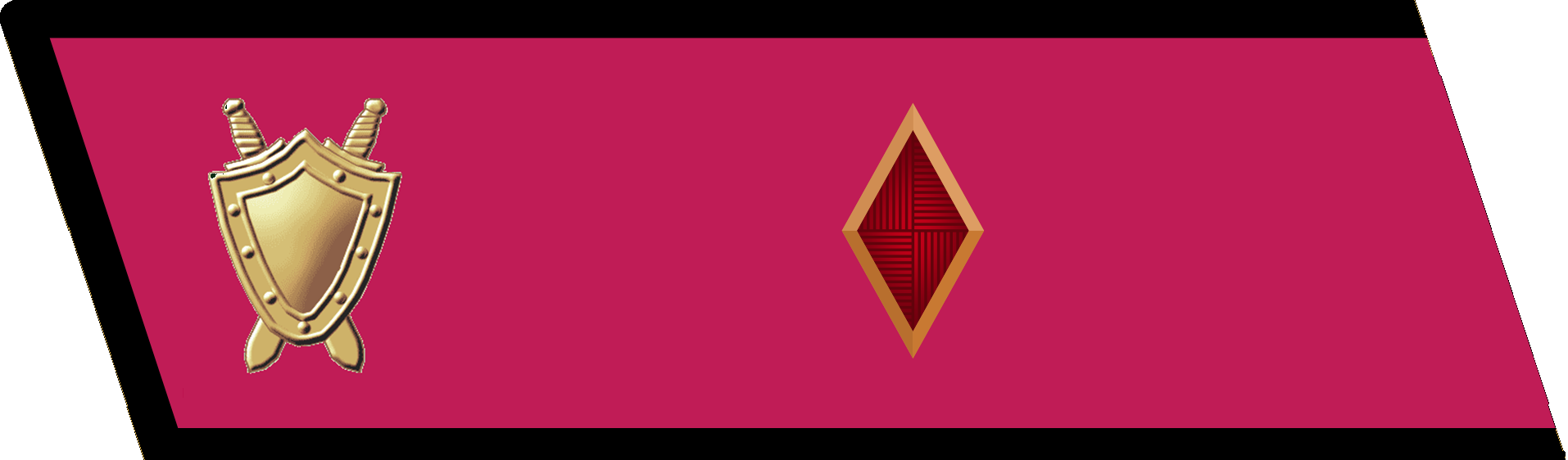
Петлица бригвоенюриста для гимнастёрки

Над ромбом располагалась эмблема военно-юридического состава РККА — золотистый щит со скрещёнными мечами, установленная приказом НКО СССР от 10 марта 1936 года № 33 была.
Постановлением СНК СССР от 2 декабря № 2590 была установлена расцветка петлиц и кантов; военно-юридический состав имел цвета по роду войск, в которых проходили службу.
В ВМФ расцветки галунов и просветов на нарукавных знаках различия были установлены Постановлением СНК СССР от 2 декабря 1935 года № 2591.

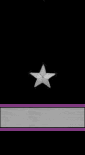
Бригвоенюрист ВМФ

Бригвоенюристу ВМФ полагался один широкий галун серебристого цвета, окаймленный фиолетовыми выпушками, над которыми была размещена одна серебристая пятиконечная звезда.

## Присвоение звания
Список бригвоенюристов РККА, ВМФ и войск НКВД СССР (1935—1943)